# Ð

Ilustrace

Eth (Ð, ð), někdy hláskované jako edh nebo eð, je písmeno elvdalské, faerské (zde nazývané jako edd), islandské a staroanglické abecedy. Bylo také užívané ve Skandinávii během středověku, nicméně postupně bylo nahrazeno dd a později d.
V elvdalštině ð označuje znělou dentální frikativu, podobně jako th v anglickém them. Obdobně je tomu tak i v islandštině, ale zde se nikdy neobjevuje na začátku slova.
Ve staré angličtině bylo písmeno ð (označováno Anglosasy jako ðæt) používáno zaměnitelně s Þ pro jak znělou tak i neznělou dentální frikativu. Ve střední angličtině bylo postupně od jeho užívání upouštěno. Písmeno þ přežilo déle, zmizelo až kolem roku 1500.
V některých velšských textech je ð použito jako symbol pro dd (opět znělá dentální frikativa).
Minuskule ð je používána v mezinárodní fonetické abecedě pro označení znělé dentální frikativy.
Eth by se nemělo zaměňovat s chorvatským písmenem Đ, đ – velké se opticky shoduje, ale malé se liší.